# Medaile 10. výročí stažení sovětských vojsk z Afghánistánu
Medaile 10. výročí stažení sovětských vojsk z Afghánistánu (bělorusky Юбілейны медаль «У памяць 10-годдзя вываду савецкіх войскаў з Афганістана») je pamětní medaile Běloruské republiky založená roku 1999.

## Historie a pravidla udílení
Pamětní medaile byla založen dekretem prezidenta Běloruské republiky č. 80 ze dne 5. února 1999. Udílena je občanům Běloruska, kteří v rozhodném období od prosince 1979 do února 1989 sloužili v Afghánistánu. Status medaile byl změněn dekretem prezidenta Běloruské republiky č. 175 ze dne 24. dubna 2003. Podle nových pravidel mohla být medaile udělena i posmrtně. V takovém případě je vyznamenání předáno rodičům nebo manželce vyznamenaného.
Medaile byla udělena i několika občanům Ruské federace za významný osobní přínos k rozvoji a posilování vazeb mezi ruskými a běloruskými veterány z Afghánistánu byla tato medaile udělena prezidentem Běloruska Alexandrem Lukašenkem dne 13. února 2003 šesti ruským vojákům. Mezi nimi byl i Boris Vsevolodovič Gromov.
Medaile 10. výročí stažení sovětských vojsk z Afghánistánu se nosí nalevo na hrudi. V přítomnosti dalších medailí se nosí za Jubilejní medailí 50. výročí vítězství ve Velké vlastenecké válce 1941–1945.

## Popis medaile
Medaile pravidelného kulatého tvaru o průměru 33 mm je vyrobena z mosazi. Na přední straně uprostřed je na pozadí horského masivu vyobrazen důstojník a voják se samopalem v bundě zvané afghánka. Vlevo od nich jsou dva letopočty, 1979 a 1989. V levé horní části medaile jsou dvě helikoptéry. Ve spodní části je vystouplá pěticípá hvězda a dvě vavřínové ratolesti. Na zadní straně je nápis v cyrilici В память 10-летия вывода советских войск из Афганистана a pod ním datum 15 февраля 1989 г. Všechny nápisy a obrázky jsou konvexní a okraj medaile je vystouplý.
Medaile je připojena pomocí jednoduchého kroužku ke kovové destičce ve tvaru pětiúhelníku potažené hedvábnou stuhou z moaré. Stuha široká 24 mm je modrá uprostřed se třemi proužky o šířce 3 mm v barvě zelené, červené a černé. Tyto proužky tak odpovídají v té době používané afghánské vlajce.